# Akata Warrior
Akata Warrior (titre original : Akata Warrior) est un roman de fantasy de Nnedi Okorafor publié en 2017 puis traduit en français et publié en 2020. Ce roman est le second de la série Akata, précédé par Akata Witch paru en 2011.
Akata Warrior a obtenu le prix Locus du meilleur roman pour jeunes adultes 2018 et le prix Lodestar du meilleur livre pour jeunes adultes 2018.

## Éditions
- Akata Warrior, Viking Press, 3 octobre 2017, 477 p.  (ISBN 978-0-670-78561-2)
- Akata Warrior, L'École des loisirs, coll. « Médium + », 18 novembre 2020, trad. Anne Cohen Beucher, 544 p.  (ISBN 978-2-211-31014-7)